# Liste der Fahnenträger der Mannschaften der Demokratischen Republik Kongo bei Olympischen Spielen
Die Liste der Fahnenträger der Mannschaften der Demokratischen Republik Kongo bei Olympischen Spielen listet chronologisch alle Fahnenträger der Mannschaften der Demokratischen Republik Kongo bei den Eröffnungs- (EF) und Abschlussfeiern (AF) Olympischer Spiele auf.

## Liste der Fahnenträger
| Mannschaft             | Veranstaltung | Fahnenträger (EF)   | Fahnenträger (AF) |
| ---------------------- | ------------- | ------------------- | ----------------- |
| 1968 in Mexiko-Stadt   | Sommerspiele  |                     |                   |
| 1984 in Los Angeles    | Sommerspiele  | Christine Bakombo   |                   |
| 1988 in Seoul          | Sommerspiele  | Dikanda Diba        |                   |
| 1992 in Barcelona      | Sommerspiele  |                     |                   |
| 1996 in Atlanta        | Sommerspiele  | Lukengu Ngalula     |                   |
| 2000 in Sydney         | Sommerspiele  | Willy Kalombo       |                   |
| 2004 in Athen          | Sommerspiele  | Gary Kikaya         | Momo Babungu      |
| 2008 in Peking         | Sommerspiele  | Franka Magali       | Éric Kibanza      |
| 2012 in London         | Sommerspiele  | Ilunga Zatara Mande | Cédric Mandembo   |
| 2016 in Rio de Janeiro | Sommerspiele  | Rosa Keleku         | Rodrick Kuku      |
| 2020 in Tokio          | Sommerspiele  | Marcelat Sakobi     | Volunteer         |
| 2020 in Tokio          | Sommerspiele  | David Tshama        | Volunteer         |
| 2024 in Paris          | Sommerspiele  | Brigitte Mbabi      | Brigitte Mbabi    |
| 2024 in Paris          | Sommerspiele  | Dominique Mulamba   | Brigitte Mbabi    |

Anmerkung: (EF) = Eröffnungsfeier, (AF) = Abschlussfeier

## Statistik
| Rang    | Sportart       | EF | AF | ∑  |
| ------- | -------------- | -- | -- | -- |
| 1       | Leichtathletik | 7  | 0  | 7  |
| 2       | Boxen          | 3  | 1  | 4  |
| 3       | Judo           | 0  | 3  | 3  |
| 4       | Basketball     | 1  | 0  | 1  |
| 4       | Taekwondo      | 1  | 0  | 1  |
| 4       | Tischtennis    | 0  | 1  | 1  |
| 4       | Volunteer      | 0  | 1  | 1  |
| Gesamt: | Gesamt:        | 12 | 6  | 18 |

| Rang                   | Sportart | EF | AF | ∑ |
| ---------------------- | -------- | -- | -- | - |
| bisher keine Teilnahme |          |    |    |   |
| Gesamt:                | Gesamt:  | 0  | 0  | 0 |

| Rang    | Sportart       | EF | AF | ∑  |
| ------- | -------------- | -- | -- | -- |
| 1       | Leichtathletik | 7  | 0  | 7  |
| 2       | Boxen          | 3  | 1  | 4  |
| 3       | Judo           | 0  | 3  | 3  |
| 4       | Basketball     | 1  | 0  | 1  |
| 4       | Taekwondo      | 1  | 0  | 1  |
| 4       | Tischtennis    | 0  | 1  | 1  |
| 4       | Volunteer      | 0  | 1  | 1  |
| Gesamt: | Gesamt:        | 12 | 6  | 18 |